# Jules Jacquot d'Andelarre
Jules Jacquot Rouhier d'Andelarre est un homme politique français né le 25 octobre 1803 à Dijon (Côte-d'Or) et mort le 26 novembre 1885 à Andelarre (Haute-Saône), proche de Vesoul.

## Biographie
Magistrat sous la Restauration, il démissionne en 1830 et s'occupe de la gestion de ses domaines. Maire d'Andelarre, conseiller général du canton de Vesoul entre 1848 et 1871, il est député de la Haute-Saône de 1852 à 1870. D'abord candidat officiel, il s'éloigne progressivement du régime et adhère au tiers-parti libéral. En 1871, il est représentant de la Haute-Saône, siégeant avec les monarchistes orléanistes. Il est inscrit à la réunion des Réservoirs. En 1876, il est battu aux élections législatives et se retire de la vie politique.
Il a été président de la société d'agriculture, lettres, sciences et arts de la Haute-Saône à huit reprises : de 1842 à 1843, de 1845 à 1846, de 1848 à 1849, de 1850 à 1851, de 1852 à 1853, de 1854 à 1855, de 1857 à 1858 et de 1861 à 1862.

## Écrits[3]
- Études sur la question du travail dans ses rapports avec la législation, 1851
- Forme et réforme du budget de l'État, 1859
- De la démocratie en Franche-Comté, 1867
- Les Principes de la Révolution française et le programme de 1789, 1873

## Sources
- « Jules Jacquot d'Andelarre », dans Adolphe Robert et Gaston Cougny, Dictionnaire des parlementaires français, Edgar Bourloton, 1889-1891 [détail de l’édition]